# Fábrica Estatal de Obukhov
La Planta Estatal de Obukhov (también conocida como Planta de Obukhovski, es una importante metalurgia y maquinaria pesada de Rusia  en San Petersburgo, Rusia.

## Predecesores

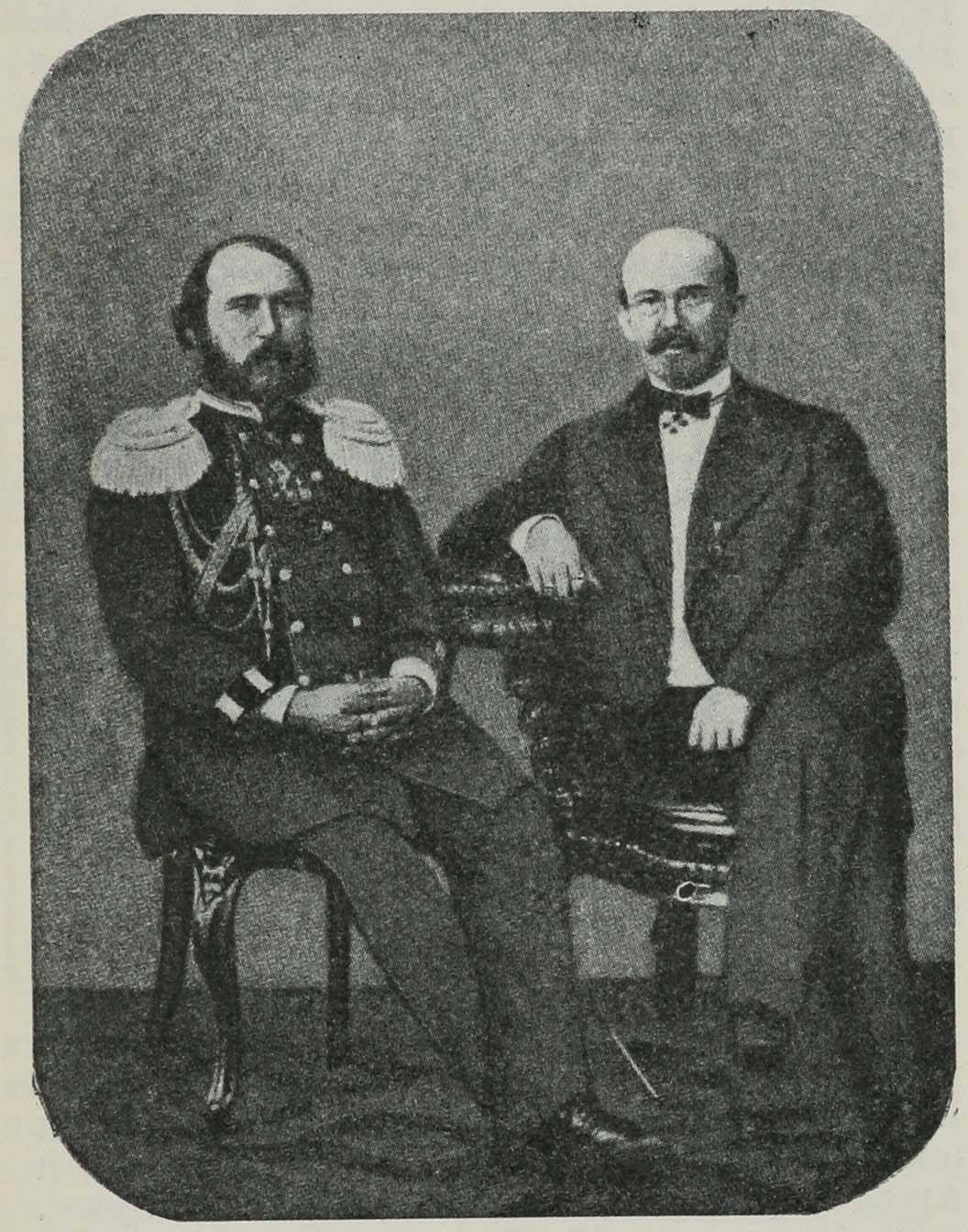
Obukhov y Putilov

En 1854, el ingeniero de minas P.M. Obukhov inventó un nuevo procedimiento para fabricar acero al crisol. En combinación con el trabajo del metalúrgico P.P. Anosov, este acero al crisol resultó muy útil para fabricar cañones. Esto llevó a la fundación en 1859 de la fábrica de artillería Príncipe Miguel en Zlatoust. En 1860, esta fábrica entregó su primer cañón de acero. Una razón del fracaso de esta empresa fue el problemático transporte de las armas desde esta fábrica hasta los usuarios finales. En 1863, el estado por lo tanto patrocinaría el establecimiento de dos nuevas fábricas de artillería: Motovilikhinsk trabaja en el río Kama navegable Kama (río) cerca de Perm; y la fábrica Obukhov-Putilov-Kudryavzev en San Petersburgo, más tarde conocida como Obukhov.

## Historia en la Rusia zarista (1863-1917)

### Fundación
El coronel Putilov adquirió una licencia para utilizar el procedimiento de Obukhov para fabricar acero al crisol en 1861. En 1863, Putilov adquirió un terreno en el Neva que pertenecía al estado. y fundó la acería de Obukhov. En esto, Putilov contó con el apoyo de la marina rusa.

### Modelado según Krupp
En la década de 1860, Rusia encargó una enorme cantidad de cañones Krupp para su artillería de campaña, naval y costera. Todos estos eran estriados, pero las primeras órdenes fueron para cargadores de avancarga, mientras que las órdenes posteriores fueron retrocarga. Otra innovación técnica significó un cambio de enormes cañones de armas fundidos en una sola pieza a cañones armas construidas. 
La idea detrás del apoyo estatal a la fundación de la fábrica de Obukhov era que Rusia no quería depender de otras naciones para su artillería. Más tarde se hizo evidente que Obujov haría copias de los diseños de Krupp. Pero, de hecho, los pedidos rusos fueron los que llevaron a estos diseños en primer lugar, ya que estos pedidos fueron cruciales para que Krupp expandiera su negocio de fabricación de armas.

### Primeros años
La fábrica de Obukhov era una sociedad anónima dirigida por el Sr. Obukhov y tenía como objetivo producir artillería basada en los ejemplos de Krupp. La fábrica inició su producción en 1864. Los primeros años de la empresa fueron muy difíciles. La base financiera de la empresa era demasiado pequeña. Lo que salvó a la empresa en los primeros años fueron los enormes anticipos en los pedidos que debían entregarse. En 1864, había recibido anticipos de 1.300.000 Rublo ruso sin haber entregado ni un solo arma.
En 1864, intervino el Ministerio de Marina ruso y nombró a un coronel director general de la fábrica de Obukhov. El ingeniero Obukhov siguió siendo responsable únicamente de la fabricación de acero al crisol. Los accionistas aceptaron un acuerdo que limitaba sus derechos. Ahora se gastaron alrededor de 1.200.000 rublos en maquinaria nueva; y se contrató personal que había adquirido experiencia a través de Krupp.
La intervención de la marina tuvo éxito en el sentido de que en 1866 se fabricaron modelos satisfactorios de cañones de 4, 8, 12 y 24 libras, todos de avancarga. Si bien la armada rusa había logrado independizarse en cuanto a su artillería, el primer sistema ruso de cañones de retrocarga estriados seguía siendo muy similar al sistema prusiano y alemán temprano.

### Años posteriores
En 1885, el Ministerio de Marina expulsó a los accionistas privados restantes. Durante todo el período zarista, la empresa siguió siendo un importante productor de artillería y otros equipos militares.

## Historia durante la Unión Soviética (1917-1991)
El 20 de junio de 1918, V. Volodarsky fue asesinado mientras se dirigía a una reunión relacionada con los disturbios industriales en la fábrica. De 1922 a 1992 pasó a llamarse Planta Bolchevique núm. 232.
A finales de la década de 1920, se convirtió en una de las dos principales fábricas de tanques soviéticos (junto con la Fábrica de locomotoras de Jarkov) y produjo el primer tanque nacional, el tanque T-18. Más tarde se convirtió en el hogar de la oficina de diseño de tanques AVO-5, pronto llamada OKMO,, que fue responsable del tanque de infantería T-26 . En 1932, el departamento de tanques de la fábrica bolchevique se convirtió en la nueva Fábrica No. 174 (K.E. Voroshilov). Esta nueva empresa independiente se dedicó a la producción del T-26.
Janusz Magnuski dice que en 1935, uno de los antiguos departamentos de la fábrica bolchevique se convirtió en la base de la nueva "Fábrica No. 185 (S.M. Kirov)" independiente. El OKMO, que durante unos meses formó parte de la Fábrica No. 174, se trasladó al mismo tiempo a la Fábrica No. 185. La nueva empresa también se dedicó a la producción de tanques, y debido a su honorífico a menudo se confunde con la Fábrica Kirov. La mayor parte de la Fábrica Bolchevique permaneció centrada en la producción de artillería pesada. Por otro lado, Zaloga dice que en 1935, tras el asesinato de Sergey Kirov, toda la Fábrica Bolchevique No 232 pasó a llamarse "Fábrica No. 185 (S.M. Kirov)", pero los habitantes de Leningrado continuaron refiriéndose a ella como la Fábrica Bolchevique.

## Historia en Rusia (1991)
El nombre histórico de la fábrica de Leningrado fue restaurado en 1992 mediante la formación de una empresa unitaria, "FSUE" (Planta Estatal de Obukhov).
A mediados de la década de 1990, Obukhov era una empresa controlada por el Estado especializada en metalurgia y construcción de maquinaria pesada. Sus productos militares incluían equipos de lanzamiento de misiles, silos de misiles ICBM, equipos terrestres asociados con sistemas de misiles, tubos de lanzamiento de misiles submarinos, cañones navales y conjuntos de antenas submarinas. En cuanto a productos civiles, fabricaba piezas fundidas para las industrias electrotécnica, química y de construcción naval. Otros productos civiles fueron carretillas elevadoras, sillas de ruedas, planchas y otros electrodomésticos, televisores, cámaras fotográficas y equipos de extracción de gas y petróleo.
En 2002, Obukhov pasó a formar parte de la empresa industrial militar Almaz-Antey y, en 2003, se convirtió en una sociedad anónima, OJSC GOZ Obukhov Plant.

## Productos

### Algunas armas realizadas para la Rusia zarista
| California | nombre    | velocidad | Comentarios          | Usado                                                                       |
| ---------- | --------- | --------- | -------------------- | --------------------------------------------------------------------------- |
| 30,5 cm    | M07 L/52  | 815m/s    |                      | Clase Gangut, Imp. Clase Mariya acorazados                                  |
| 30,5 cm    | M95 L/40  |           |                      | Andrei Pervozvanny                                                          |
| 30,5 cm    | M77 L/40  | 792m/s    |                      | Primero en el Sissoi Veliky                                                 |
| 30,5 cm    | M77 L/35  | 637m/s    | Como Krupp C/77 L/35 | Chesma, Navarin, Georgii Pobedonosets                                       |
| 30,5 cm    | M77 L/30  | 569m/s    |                      | Clase Imperator Aleksandr II, Dvenadsat Apostolov, Ekaterina II, Sinop      |
| 30,5 cm    | M67 L/20  | 447m/s    |                      | Petr Veliky                                                                 |
| 27,9 cm    | M77 L/22  | 454m/s    |                      | Monitor clase Almirante Lazarevs                                            |
| 27,9 cm    | M67 L/20  | 403m/s    |                      |                                                                             |
| 25,4 cm    | C/91 L/45 | 692m/s    |                      | Buque de defensa costera clase Almirante Ushakov, clase Peresvet, Rostislav |